# مسجد عمران بن شاهين
مسجد عمران بن شاهين الخفاجي وهو أول وأقدم مساجد مدينة النجف الأشرف وأيضا أحد مساجد العراق التاريخية، يعود تاريخ تأسيسه إلى القرن الرابع الهجري على يد عمران بن شاهين لذلك سمي بهذا الاسم.

## تاريخ المسجد
يقع مسجد عمران بن شاهين في الجهة الشمالية من السوار للصحن الحيدري في النجف القديمة، والجزء المتبقي من المسجد هو مايطلق عليه حاليا ب «مسجد عمران بن شاهين» الذي أنشاء في أواسط القرن الرابع عشر الهجري، لهذا يمكن أعتبار المسجد من أقدم المساجد في مدينة النجف، وتعتبر فترة بناء المسجد ما بين تولي عضد الدولة الحكم على العراق عام (367 هجرية) وما بين وفاة عمران بن شاهين عام (369 هجرية).
وخلال عدة قرون مرت طرأت عدة أصلاحات على رواق (مسجد عمران) فقد هدم جزء من الرواق وأدخل إلى الصحن الحيدري عند مجيء الشاه عباس الأول للنجف، إذ كان مفصولا بخطوات قليلة عن الرواق الحالي، ثم جاء الشاه صفي الصفوي فقام بهدم الدور المجاورة للحرم العلوي من الجهة الشرقية والجنوبية وضمها للصحن الشريف.

## الأهمية
يعد مسجد عمران بن شاهين من أهم وأقدم المساجد في مدينة النجف تشير المصادر أنه قد دفن في رواق المسجد بعض العلماء كما في أروقة الصحن الحيدري، ثم حول إلى مسجد حين أقتطعت منه أجزاء ضمت إلى الصحن.

## المساحة والتصميم
تبلغ مساحة المسجد اليوم حوالي (215 متر مربع)، ترتفع من أرضيته أربع أقواس كبيرة متجاورة ومتقابلة، تحيط عند السقف قبة صغيرة ذات نوافذ للتهوية والإضاءة عددها 12 نافذة، وهذه الاقواس تحصر من أرض المسجد ما يشبه الغرف الصغير عددها أربعة.